# Sture-Teatern
Pour les articles homonymes, voir Sture.

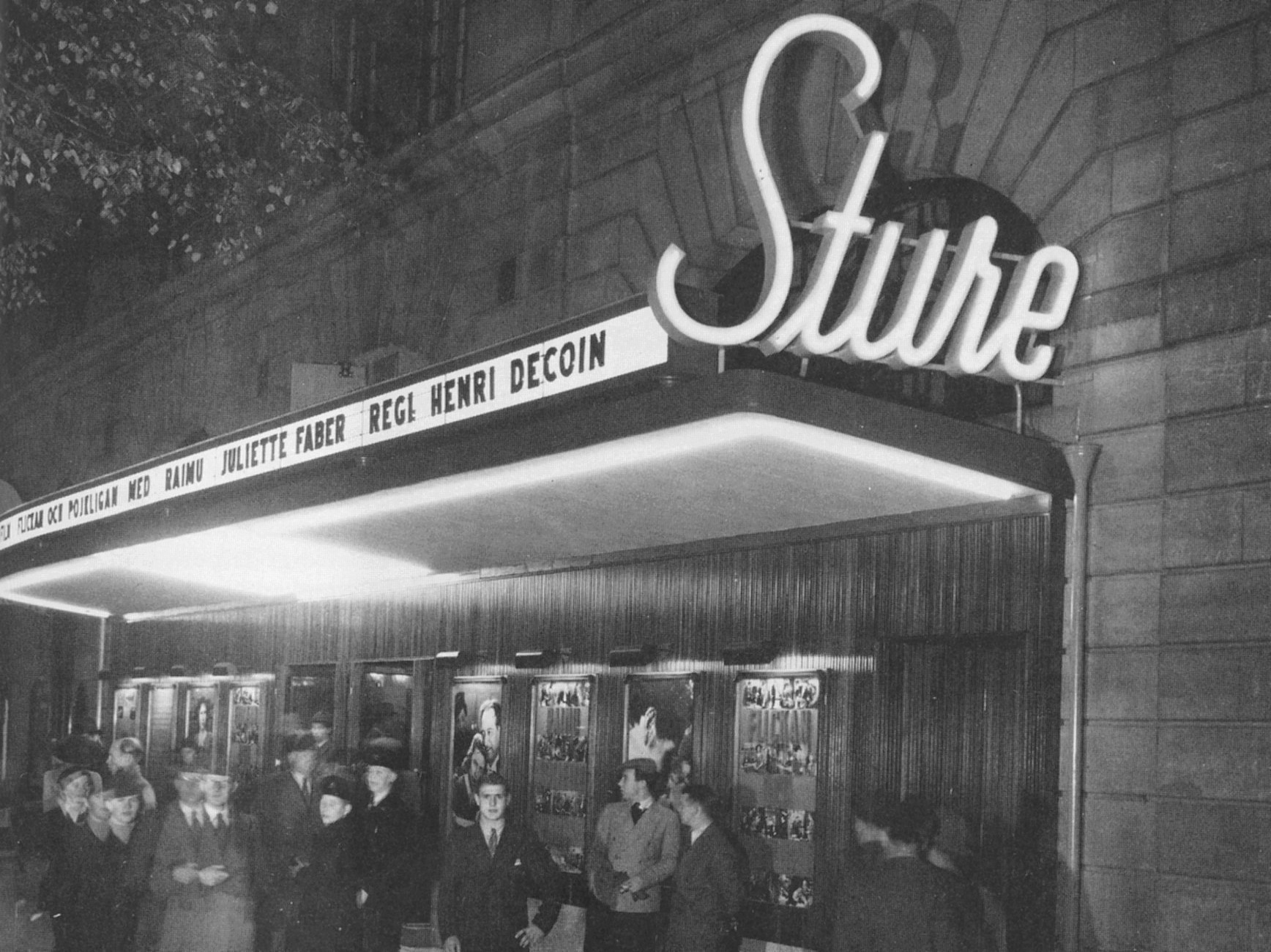
Le Sture-Teatern en 1943 avec sa nouvelle enseigne au néon.

Le Sture-Teatern est une ancienne salle de cinéma située aux numéros 23-30 de la voie publique Birger Jarlsgatan, dans le centre de Stockholm, en Suède. Le cinéma a ouvert ses portes le 3 novembre 1915 et a définitivement fermé le 7 octobre 2001. Il était, avant sa fermeture, le second plus vieux cinéma de Stockholm encore en exploitation, après le Zita.
Le Sture-Teatern est à l'origine exploité par la société Biograf AB Victoria, qui fusionne en 1915 avec la société Victor Hasselblad AB. Le Sture-Teatern a accueilli les premières de nombreux classiques du cinéma muet suédois, dont Svärmor på vift eller Förbjudna vägar en 1916, Vägen utför et Brottmålsdomaren en 1917, trois films du réalisateur suédois Georg af Klercker, Ryggskott de Pauline Brunis en 1921. Il a également accueilli la première de Frankenstein de James Whale en 1931.

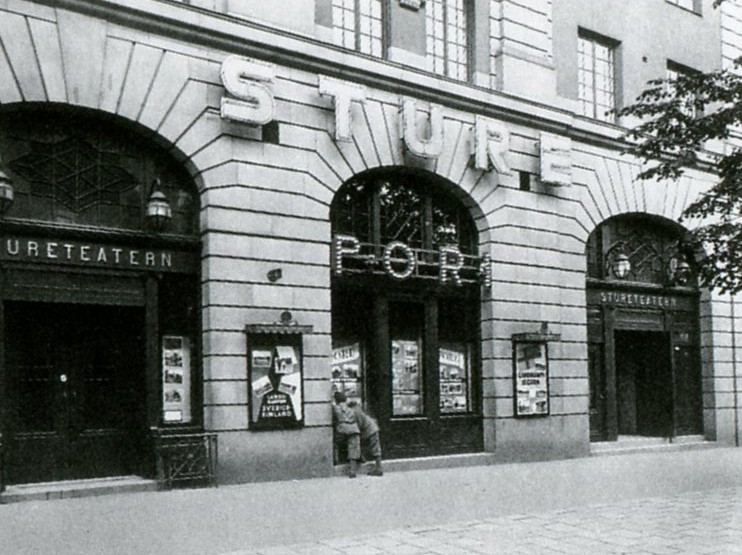
Le Sture-Teatern en 1929.

La salle avait une capacité de 438 places. En 1926, le cinéma est rénové et le plafond est décoré de peintures de l'artiste suédois Einar Forseth. Le Sture-Teatern est l'un des premiers cinémas de Stockholm à avoir une enseigne au néon (voir Enseignes lumineuses à Stockholm). Plusieurs des figures du monde culturel suédois, telles que le peintre Bruno Liljefors ou la femme de lettres Selma Lagerlöf, avaient l'habitude d'aller au Sture-Teatern lorsqu'ils étaient en visite à Stockholm.
Le cinéma a subi plusieurs travaux au cours de son histoire. En 1978, il se dote de nouveaux fauteuils et les murs sont repeints en violet foncé. En 1990, la salle est de nouveau rénovée. À sa fermeture, il est le second plus vieux cinéma de Stockholm encore ouvert. Le nom de Sture est alors adopté par une salle de cinéma située dans la même rue, le cinéma Olympia, qui est à partir de 2001 est rebaptisée le Sture.

## Sources
- (sv) Cet article est partiellement ou en totalité issu de l’article de Wikipédia en suédois intitulé « Sture-Teatern » (voir la liste des auteurs).